# Michael Edwards (Dichter)

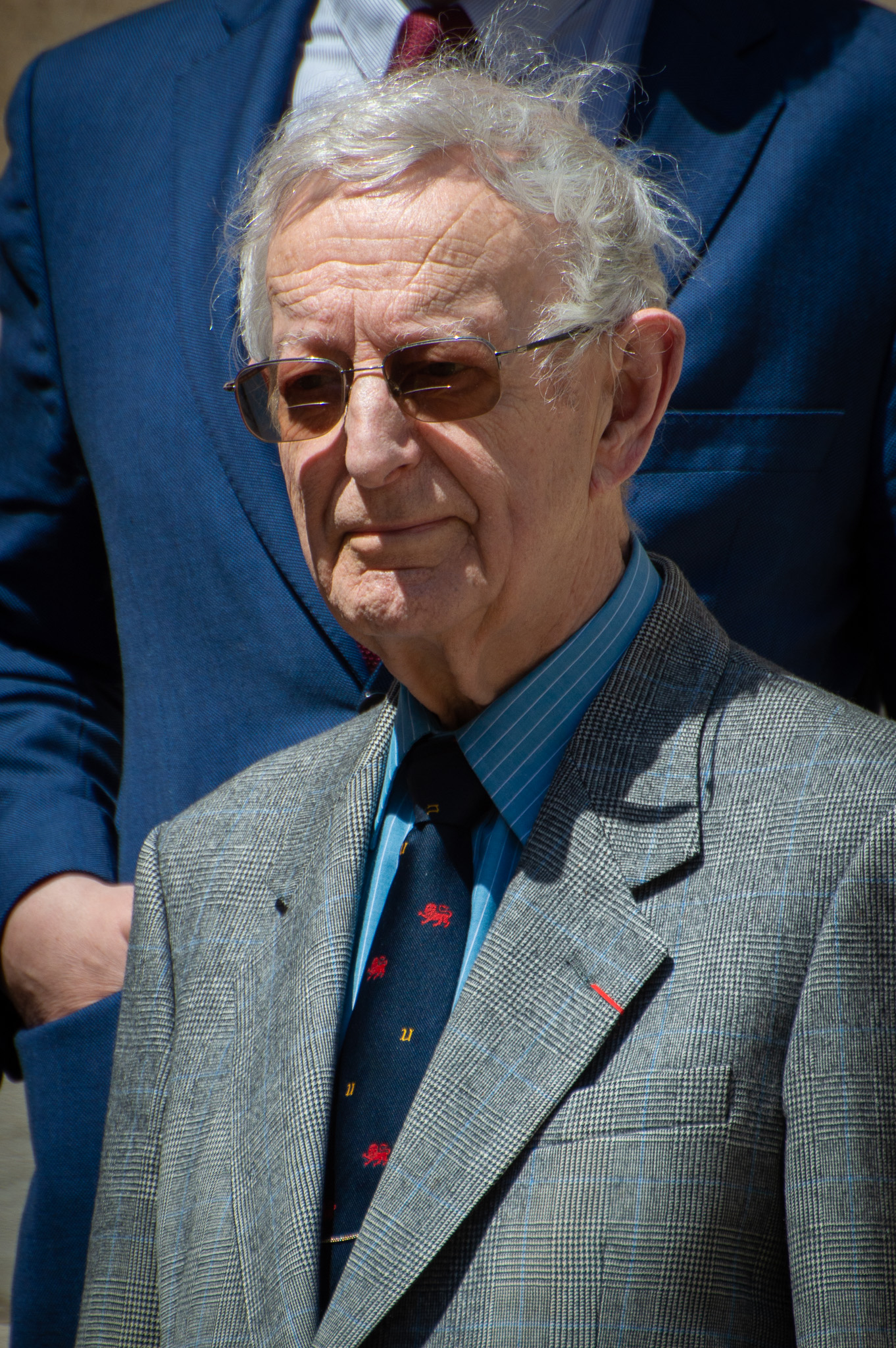
Michael Edwards, 2023

Michael Edwards (* 29. April 1938 in Barnes) ist ein britisch-französischer Dichter, Romanist, Anglist, Komparatist und Mitglied der Académie française.

## Leben
Michael Edwards besuchte die Schule in Kingston upon Thames und studierte am Christ’s College der Cambridge University. Von 1961 bis 1965 verbrachte er vier Jahre in Frankreich und veröffentlichte dort seine Dissertation über Racine. Dann lehrte er Französisch an der University of Warwick (1965–1973), Literatur an der University of Essex (1973–1987, als Nachfolger von Robert Lowell) und Englisch an der University of Warwick (1987–2002).
Ab 2000 lehrte er am Collège de France. 2003 erwarb er die französische Staatsangehörigkeit. 2013 wurde er als erster Brite auf den Sitz Nr. 31 der Académie française gewählt. Am 1. Januar 2014 wurde er von der englischen Königin geadelt. 2018 promovierte ihn die Cambridge University zum Ehrendoktor.
Edwards bezeichnet sich als Dichter, den die Notwendigkeit eines Brotberufs zum Hochschullehrer gemacht hat. Als Wanderer zwischen England und Frankreich schrieb er Dichtung in beiden Sprachen und forschte über die Literatur beider Sprachen, oft komparatistisch. Kennzeichnend dafür sind Themen wie „Racine und Shakespeare“ oder „Molière und Shakespeare“. Seine Arbeiten erstrecken sich auch auf Musik und Kunst und würdigen die Bibel als kulturstiftendes Phänomen. Er gründete die Zeitschrift Prospice (Aquila), die von 1973 bis 1988 in 20 Ausgaben erschien.

## Werke

### Dichtung (englisch)
- To Kindle the Starling. Aquila, Solihull 1972.
- Where. Aquila, Breakish 1975.
- The ballad of Mobb Conroy. Aquila, Portree 1977.
- The Magic Unquiet Body. Aquila, Portree 1985.
- À la racine du feu = At the root of fire. Choix de poèmes (1972–1985). Caractères, Paris 2009.
- In a Wide Bewilderment of Quiet. Thornwillow Press, 2018.
- At the Brasserie Lipp. Carcanet, Manchester 2019.

### Dichtung (französisch)
- Rivage mobile. Arfuyen, Paris 2003.
  - (polnisch) Ruchomy brzeg. Danzig 2013.
- Paris aubaine. Éditions de Corlevour, Clichy 2012.
- L'infiniment proche. Éditions de Corlevour, Clichy 2016.

### Romanistik
- La Thébaïde de Racine. Clé d'une nouvelle interprétation de son théâtre. Nizet, Paris 1965.
- La Tragédie racinienne. La Pensée universelle, Paris 1972.
- (Hrsg.) French Poetry Now. Aquila, Breakish 1975.
- (mit Giuliano Dego und Margaret Straus) Directions in Italian poetry. Aquila, Breakish, Isle of Skye, Scotland 1976.
- Terre de poésie. Espaces 34, Montpellier 2003.
- Le Rire de Molière. Éditions de Fallois, Paris 2012.

### Anglistik
- Eliot. Language. Aquila, Breakish 1976.
- Shakespeare et la comédie de l'émerveillement. Desclée de Brouwer, Paris 2003.
- Etude de la création littéraire en langue anglaise. Collège de France 2004.
- Shakespeare et l'œuvre de la tragédie. Belin, Paris 2005.
- Le génie de la poésie anglaise. Librairie générale, Paris 2006. Les Belles Lettres, Paris 2014.
- Shakespeare. Le poète au théâtre. Fayard, Paris 2009.

### Komparatistik
- (Hrsg.) Words/music. Aquila, Portree 1979.
- Poetry and possibility. Macmillan, Houndsmills 1988.
- Éloge de l'attente. T.S. Eliot et Samuel Beckett. Belin, Paris 1996.
- Beckett, ou, le don des langues. Montpellier 1998.
- Ombres de lune. Réflexions sur la création littéraire. Espaces, Montpellier 2001.
- Leçons de poésie de Villon le Français à T.S. Eliot l'Anglais. PUF, Paris 2001.
- Un monde même et autre. Desclée de Brouwer, Paris 2002.
- Racine et Shakespeare. PUF, Paris 2015.
- Dialogues singuliers sur la langue française. PUF, Paris 2016.
- Molière et Shakespeare ou Les frères amis. Anne Rideau, Paris 2016.
- De l'émerveillement. Fayard, Paris 2017.

### Bibel
- Towards a Christian poetics. Macmillan, London 1984, 2000.
- Bible et poésie. De Fallois, Paris 2016.
- Pour un christianisme intempestif. Savoir entendre la Bible. De Fallois, Paris 2019.

### Kunst
- Raymond Mason. Thames and Hudson, London 1994. (Cercle d’Art)
- Magie de la ressemblance. Essai sur l'art. PUF, Paris 2020.

## Ehrungen
- Ritter der Ehrenlegion
- Commandeur des Ordre des Arts et des Lettres
- Offizier des Order of the British Empire
- Knight Bachelor